# برنديسية أناميتية
برنديسية أناميتية (الاسم العلمي: Brandisia annamitica) هي نوع من النباتات تتبع جنس البرنديسية من فصيلة البولفينية.